# Sanji Iwabuchi
Sanji Iwabuchi  (jap. 岩淵 三次 Iwabuchi Sanji; ur. 2 marca 1895, zm. 26 lutego 1945) – kontradmirał Japońskiej Cesarskiej Marynarki Wojennej podczas II wojny światowej na Pacyfiku. Popełnił samobójstwo wobec klęski swoich oddziałów w bitwie o Manilę.

## Antebellum
Iwabuchi pochodził z miasta Sanjō w prowincji Niigata. W grudniu 1915 roku był absolwentem 43. rocznika Akademii Cesarskiej Marynarki Wojennej, którą ukończył z 13. lokatą wśród 96 kadetów, a następnie kontynuował naukę na kursie oficerów artylerii okrętowej. Początkowo służył w stopniu chorążego na krążowniku „Iwate”, na którym odbył w roku 1915 długi rejs szkoleniowy do Hongkongu, Singapuru, Australii, Nowej Zelandii i wyspy Mandatu Południowego Pacyfiku. W 1918 roku otrzymał przydział na krążownik „Nisshin”, a następnie, w 1919 roku, jako podporucznik na niszczyciel „Umikaze”. W roku 1920, po ukończeniu kursu broni torpedowej, służył do 1922 roku w ugrupowaniu lotniczym w Yokosuka.
W latach trzydziestych Iwabuchi służył jako oficer artylerii na kilku okrętach, w tym na krążownikach „Ōi” (1930), „Abukuma” (1931) i „Chōkai” (1932)|, a następnie na pancerniku „Hiei” (1933). W roku 1934 został skierowany do okręgu marynarki w Kure, gdzie odpowiadał za artylerię nadbrzeżną.
W listopadzie 1937 roku otrzymał awans na komandora i objął dowództwo tendra wodnosamolotów „Kamoi”. W kwietniu 1941 roku został dowódcą krążownika szkolnego „Kashii”.

## II wojna światowa
W czasie ataku na Pearl Harbor Iwabuchi był dowódcą tendra „Akitsushima”, ale 25 marca 1942 roku został przydzielony do sztabu Połączonej Floty, a 20 kwietnia objął dowództwo pancernika „Kirishima”. Jednak 15 listopada tego samego roku Kirishima został zatopiony w drugiej bitwie morskiej pod Guadalcanalem. Tydzień później, 22 listopada, Iwabuchi otrzymał przydział do 11 Floty Powietrznej z zadaniem prowadzenia działań nad Guadalcanalem i Rabaulem.
10 lutego 1943 roku Iwabuchi wrócił do Yokosuki, a 1 maja awansował na kontradmirała. Cztery dni później otrzymał przydział do Wydziału Spraw Osobowych i Rekrutacji okręgu marynarki w Maizuru. W warunkach pokojowych byłby to prawdopodobnie ostatni szczebel jego kariery, jednakże coraz trudniejsza sytuacja wojenna Japonii dała Iwabuchi'emu jeszcze jedną szansę. 1 listopada 1944 roku został dowódcą 3 Południowej Floty Ekspedycyjnej, a 17 listopada także jej sił lądowych, po czym wysłany został na Filipiny, gdzie zaczynała się bitwą o Leyte inwazja aliancka. Admirał Denshichi Okochi, dowódca marynarki wojennej w obrębie Filipin polecił mu zorganizować Morskie Siły Obronne i przygotować je do obrony stolicy kraju, Manili.
Gdy siły amerykańskie wylądowały w zatoce Lingayen na Luzonie i rozpoczęły marsz w kierunku Manili, głównodowodzący sił lądowych generał Tomoyuki Yamashita kazał Iwabuchi'emu wycofać się z miasta bez walki. Yamashita miał zamiar skonsolidować swe siły w okolicznych górach i uniknąć wciągnięcia w walki uliczne w liczącej blisko milion mieszkańców Manili. Jednak Iwabuchi odmówił wykonania rozkazu. Uważając się za winnego utraty Kirishimy oświadczył, że zmazać hańbę może tylko przez utrzymanie powierzonej mu pozycji do zwycięstwa lub śmierci. Mając do dyspozycji 16 tysięcy źle wyekwipowanych i niezdyscyplinowanych marynarzy z zatopionych okrętów oraz ponad 3 tysiące maruderów z tzw. Grupy Shimbu gen. Shizuo Yokoyamy uznał, że w mieście – a szczególnie w zabytkowym Intramuros – jest wiele miejsc nadających się do obrony.
Amerykańskie bombardowanie artyleryjskie pozycji Iwabuchi’ego przyczyniło się do śmierci tysięcy cywilów. Tysiące dalszych poniosło śmierć podczas wymiany ognia, a jeszcze więcej zostało wymordowanych przez Japończyków w odwecie za akcje aliantów, co określane jest mianem masakry w Manili. Po miesiącu walk o każdy dom zabito około 16 000 japońskich obrońców, a 25 lub 26 lutego Iwabuchi popełnił samobójstwo, ale nie jest do końca pewne, czy było to rytualne seppuku, czy też posłużył się granatem; jego ciała nigdy nie znaleziono. Pośmiertnie został awansowany na wiceadmirała.